# Kaya (nourriture)
Pour les articles homonymes, voir Kaya.
Le kaya, serikaya ou srikaya (malais : kaya ; indonésien : seri kaya ; philippin : matamís sa báo, matamís na báo, ou kalamay-hatì ; hokkien : 咖吔 ka-ia) est une pâte à tartiner, une crème de fruit faite à partir de lait de coco, d'œufs et de sucre. Elle est très populaire en Asie du Sud-Est, principalement dans la ville de Palembang en Indonésie, en Malaisie et à Singapour. Le mot kaya signifie « riche » en malais et par conséquent caractérise bien la texture de cet aliment très populaire.

## En Malaisie, en Indonésie, à Brunei et à Singapour
Le kaya, aussi appelé srikaya ou coconut egg jam, est une pâte à tartiner crémeuse et sucrée à la noix de coco faite à partir de lait de coco (aussi connue sous le nom de santan en malais), d'œufs de cane ou de poule qui sont parfumés par des feuilles de pandan et adoucie par du sucre. La couleur du kaya dépend de la couleur des jaunes d'œufs, de la quantité de pandan utilisée et du niveau de caramélisation du sucre. Très populaire dans ces régions, le kaya est habituellement étalé sur des toasts (kaya toast (en)) et mangé au petit déjeuner mais il est aussi consommé tout au long de la journée. On le retrouve dans la plupart des kopitiam (en) et les marchés de nuit.
Différentes variantes existent, notamment le nyonya kaya, qui prend une légère couleur verte, et le kaya haïnanais, qui est de couleur marron foncé et utilise du sucre caramélisé, et est souvent sucré au miel.
Le kaya est utilisé comme nappage de plusieurs desserts comme le pulut taitai (en) ou le pulut tekan, un dessert contenant du riz gluant coloré en bleu par des fleurs de pois bleu (bunga telang), et le pulut seri muka, un dessert similaire mais coloré en vert par des feuilles de pandan. Il est aussi utilisé avec du riz gluant pour préparer du kuih seri kaya.

## Aux Philippines
La confiture de noix de coco aux Philippines est faite à partir de crème de noix de coco (la première et seconde pression de la chair de noix de coco) et d'extrait de canne à sucre ou de mélasse. Elle est souvent consommée sur des toasts ou des petits pains appelés pandesal et est utilisé pour préparer du kalamay.

## En Thaïlande
Le sangkhaya (thaï : สังขยา, Modèle:IPA-th) est une préparation similaire qui a toutefois une texture moins collante et plus proche d'un flan. Il est parfois appelé coconut custard en anglais et est utilisé pour confectionner :
- le sangkhaya fakthong (สังขยาฟักทอง, sǎŋkʰàjǎː fáktʰɔ̄ːŋ ; sangkhaya maryu en laotien), du kabocha farci au sangkhaya  ou custard pumpkin en anglais ;
- le khao niao sangkhaya (ข้าวเหนียวสังขยา, kʰâːw nǐaw sǎŋkʰàjǎː), du riz gluant avec du sangkhaya ;
- le sangkhaya maphrao (สังขยามะพร้าว, sǎŋkʰàjǎː māpʰráːw), du sangkhaya servi dans une noix de coco.